# Parafia św. Antoniego Padewskiego w Płoszowie
Parafia św. Antoniego Padewskiego w Płoszowie – parafia rzymskokatolicka z siedzibą w Płoszowie, znajdująca się w archidiecezji częstochowskiej, w dekanacie Radomsko – św. Lamberta.
Od 2015 roku funkcję proboszcza pełni ks. Jan Spyrka.